# Željko Perušić
Željko Perušić (* 23. März 1936 in Duga Resa; † 28. September 2017 in St. Gallen) war ein jugoslawischer Fußballspieler und -trainer kroatischer Herkunft. Er lebte zuletzt in St. Gallen.

## Laufbahn

### Jugoslawien, bis 1965
Mit 14 Jahren spielte Perušić für den Verein in seinem Heimatort Duga Resa. Seit der Saison 1956/57 spielte er in der ersten Liga für Dinamo Zagreb und gewann zweimal den jugoslawischen Pokal. In der Runde 1957/58 erreichte der laufstarke und defensivtreue Mittelfeldspieler mit Dinamo auch den Meistertitel. Die Vizemeisterschaft gewann Perusic mit Dinamo in den Jahren 1960 und 1963, wobei er jeweils auch den Pokal erringen konnte. Er nahm mit Dinamo auch an den Wettbewerben des Europapokals teil: 1958/59 bei den Meistern, 1960/61 und 1963/64 bei den Pokalsiegern, mehrmals auch am Messepokal.
In seinen 27 Einsätzen in der Nationalmannschaft ragen die Europameisterschaft 1960 und die Olympischen Spiele im gleichen Jahr heraus. Im Viertelfinale der Europameisterschaft war er in den zwei Spielen gegen Portugal im Einsatz. Am 8. Mai 1960 verlor er in Lissabon mit der plavi gegen die von Stopper Germano und Spielmacher Mário Coluna angeführten Gastgeber mit 1:2 Toren, gewann aber am 22. Mai das Rückspiel in Belgrad überlegen mit 5:1 Toren. Das Halbfinale führte Perušić und seine Mannschaftskollegen am 6. Juli 1960 in Paris gegen den Gastgeber Frankreich. Die equipe tricolore musste verletzungsbedingt ohne den überragenden Raymond Kopa im Parc des Princes antreten und verlor die torreiche Begegnung mit 4:5 Toren und die plavi zog somit in das Finale der Europameisterschaft ein. Das Endspiel verlor Perušić mit Jugoslawien gegen die sbornaja der Sowjetunion – mit deren herausragenden Akteuren Lew Jaschin, Igor Netto und Walentin Iwanow – am 10. Juli mit 1:2 Toren nach Verlängerung. Die Umstellung gegenüber dem siegreichen Halbfinalspiel, Branko Zebec und Milutin Šoškić wurden durch Blagoja Vidinić und Jovan Miladinović ersetzt, zahlte sich nicht aus.
Im August und September 1960 wurde das Fußball-Turnier bei den Olympischen Spielen in Rom durchgeführt. Perušić gewann mit Jugoslawien 1960 das Olympiaturnier durch ein 3:1 am 10. September in Rom gegen Dänemark. Bei den Dänen ragte das Angriffstalent des späteren Profis bei FC Bologna, Harald Nielsen, heraus und in Rom traten neben Perusic auch die Nationalspieler Vidinic, Fahrudin Jusufi, Vladimir Durković und Milan Galić an.

### Deutschland und Schweiz, 1965 bis 1974
Perušić wechselte 1965 zum TSV 1860 München, wo er unter Trainer Max Merkel und an der Seite von Petar Radenković, Hans Küppers, Otto Luttrop, Alfred Heiß, Peter Grosser, Rudolf Brunnenmeier und Timo Konietzka in seiner ersten Saison Deutscher Meister mit 34 Einsätzen wurde. Perušić ging 1970 nach insgesamt 138 Bundesligaspielen (1 Tor) für die „Löwen“ zum FC St. Gallen in die Schweiz, wo er Spieler und zusammen mit Kurt Schadegg gleichzeitig Trainer (1971–1974) war. 1971 führte er St. Gallen in die Nationalliga A zurück. Dort hat er mit 38 Jahren seine Spielerkarriere beendet. Anschließend war er Cheftrainer beim FC Vaduz und SC Brühl. Im Verein hat Perušić später mit Junioren gearbeitet.